# 대니얼 벌리 울폴
대니얼 벌리 울폴(Daniel Burley Woolfall, 1852년 6월 15일 ~ 1918년 10월 24일)은 잉글랜드 출신의 전 2대 국제 축구 연맹의 회장이다.

## 같이 보기
- FIFA 회장 목록